# ژیل (بازیکن فوتبال، زاده ۱۹۸۷)
کارلوس ژیلبرتو ناسیمنتو سیلوا (پرتغالی: Carlos Gilberto Nascimento Silva؛ زادهٔ ۱۲ ژوئن ۱۹۸۷) که به صورت ساده با نام ژیل شناخته می‌شود، بازیکن فوتبال اهل برزیل است.
از باشگاه‌هایی که در آن بازی کرده‌است می‌توان به کروزیرو، والنسین، کورینتیانس و شاندونگ لیونگ اشاره کرد.
این بازیکن همچنین از سال ۲۰۰۴ تاکنون ۱۱ بار برای، تیم ملی فوتبال برزیل به میدان رفته‌است.